# Fronte di Salvezza Nazionale (Siria)
Il Fronte di Salvezza Nazionale in Siria (in arabo جبهة الخلاص الوطني في سوريا‎?, Jabhat al-Khalāṣ al-Waṭanī fī Sūriyā) è un partito politico siriano d'opposizione al regime autocratico del Ba'th, guidato da Baššār al-Asad.

## Storia
Fondato nel 2005 dall'ex Presidente siriano Abd al-Halim Khaddam, esso è basato in Belgio. Il suo orientamento vorrebbe essere nazionalista, islamista, liberale e socialdemocratico, nonché rappresentante delle opposizioni siriane in esilio. Promette di far cadere il regime di Baššār al-Asad in maniera pacifica.
L'FSN ha tenuto la sua ultima riunione il 16 settembre 2007 a Berlino e ad essa hanno preso parte 140 personalità dell'opposizione. Il Fronte ha anche suoi uffici in Francia, Germania e USA.
In occasione della Guerra civile siriana, il Fronte di salvezza nazionale in Siria, come partito politico dell'opposizione siriana in esilio, ha partecipato nel 2011 e 2012 a manifestazioni nelle città statunitensi e dell'Europa occidentale.